# Paryphoconus aemulus
Paryphoconus aemulus är en tvåvingeart som beskrevs av John William Scott Macfie 1940. Paryphoconus aemulus ingår i släktet Paryphoconus och familjen svidknott. Inga underarter finns listade i Catalogue of Life.